# ديشار أفقي
ديشار أفقي (الاسم العلمي:Pteris horizontalis) هو نوع من النبات يتبع جنس الديشار من الفصيلة الديشارية.